# 文治书院
文治书院（Wenzhi College）是西安交通大学的八个本科书院之一，成立于2007年7月，以著名国学大师、教育家，交通大学老校长唐文治先生的名字命名，是西安交通大学采取书院制后的第二个本科书院。
文治书院现有机械、电信、航空航天等学院学生三千余名，书院位于西安交大兴庆校区西南角。

## 文化

### 理念
书院秉承唐文治老校长的育人理念：
|  | 欲成为第一等学问、事业、人才，必先砥励第一等品行 |

### 院训
文治书院的院训承袭自老校长的育人理念：
|  | 砥砺一等品行，成就一等人才。 |

### 书院活动
书院活动一般由书院学生会管理组织，较有影响力的有文治之星等。

## 现状
文治书院包括了机械工程及自动化、测控技术与仪器、车辆工程、工业设计、信息工程、工程力学、工程机构分析、飞行器设计和法学等9个专业的本科生，不同专业本科生在书院中混合居住。宿舍楼包含男生宿舍和女生宿舍。因书院距离兴庆校区东侧的温泉澡堂较远，文治书院宿舍配备了太阳能热水器。

### 教导人员
书院现任院长为中国科学院院士、西安交通大学博士生导师安芷生教授。院务委员会主席为西安交通大学副校长、第十二届全国人民代表大会常务委员会委员蒋庄德教授。
书院聘有15名驻院教师，另有陆续聘请的学业导师、通识教育导师和职业规划导师等组成的完善的育人队伍。

### 硬件设施
文治书院包含位于兴庆校区西南角由西-18、西-19和西-20楼组成的U形宿舍楼群。书院有阅览室、信息室、健身房、报告厅、谈心室、自习室、音乐室、党团活动室、茶室、太阳能浴室等公共服务设施。书院北侧有足球场。